# Лавље срце (филм)
Лавље срце (енгл. Lionheart) је акциони филм режисера Шелдона Летича, који је снимљен 1990. године. Главну улогу тумачи Жан-Клод ван Дам. 
А поред њега још у филму су играли: Харисон Пејџ, Брајан Томпсон, Дебора Ренард, Лиса Пеликан, Ашли Џонсон и др.
Филм је први пут приказан у Аргентини у марту 1990. године, а у биоскопе доспео 11. јануара 1991. године. Са буџетом од 6 милиона долара, остварио је зараду преко 24 милиона долара.

## Кратак садржај
Лион Готије, је припадник француске Легије странаца, који служи средином 1980-их година у Џибутију, у Африци. 
Он добија писмо од своје снаје у коме га обавештава да је његов рођени брат настрадао у мафијашком обрачуну са дилерима дроге.
Тражи од својих претпостављених дозволу за отпуст, иако му је до истек уговора остало још 6 месеци, јер жели да помогне братовљевој породици пошто су се нашли у незавидној ситуацији. Они то одбијају, чак су покушали да га затворе у самицу. Лион успева да се одбрани и побегне са џипом. За њим креће потера.
Теретним бродом доспева до обале Америке, па се искрцава у Њујорку. Пошто нема новца и докумената наилази на подземље где први новац зарађује у уличној тучи. Тако упознаје и тамнопутог старца Џошуа који види у њему шансу да зараде велики новац баш преко уличних борби. Лионов циљ није Њујорк, већ Лос Анђелес где му се налази снаја и братаница. Тако га Џошуа одводи на западну обалу САД и упознаје са Синтијом, богаташицом, која зарађује велики новац организујући клађења на борбама.
У Лос Анђелесу среће своју снају Хелен, са којом има жестоку свађу и она одбија било какву помоћ од њега за њу и његову ћерку Никол. Лион пристаје да се бори за Синтију, али под условом да се направи тајни рачун са лажним именом на његовог покојног брата. Новац од својих борби он уплаћује на тај рачун, а Џошуа се представља као службеник лажне осигуравијуће куће који доставља тај новац Хелен. 
Паралелно са тим Лион вешто измиче потерама припадника Легије странаца који су дошли у САД да га врате назад у Џибути. Чак је приликом једне фрке и бекства бива повређен у пределу ребара.
Лиону као уличном борцу популарност расте и улози на клађења су све већа, што радује и Синтију и Џошуа.
После неког времена саопштава Синтији да не жели да се више бори, док га она убеђује да издржи само још једну борбу са Атилом, једним од најжешћих бораца тог "спорта". Невољно пристаје и покушава да се сакрије од својих трагача.
Џошуа видећи на видео-биму да су улози на Атилу далеко већи, него на Лиона и он улаже новац на противника, јер се бојао Лионове повреде. И сама Синтија је уложила огроман новац на Атилу. Лион ипак успева да победи Атилу, као шок свима који нису веровали у њега.
У публици те вечери су били и његови трагачи из Легије странаца, који су имали намеру да га одмах после борбе врате назад. Они иако су га стрпали у ауто и решили да га пребаце у Џибути, сажаљевају се и пуштај га на слободу. То прави неописиву радост његовој братаници, снаји и Џошуи.

## Улоге
| Глумац              | Улога             |
| ------------------- | ----------------- |
| Жан-Клод ван Дам    | Лион Готије       |
| Харисон Пејџ        | Џошуа Елдриџ      |
| Брајан Томпсон      | Расел             |
| Дебора Ренард       | Синтија Калдера   |
| Лиса Пеликан        | Хелен Готије      |
| Ашли Џонсон         | Никол Готије      |
| Еш Адамс            | Франсоа Готије    |
| Абдел Киси          | Атила             |
| Војислав Говедарица | наредник Хартог   |
| Мишел Киси          | Мустафа, легионар |

## Занимљивости
У овом филму, иако је америчке продукције појављује се неколико реченица на српском језику, које говоре припадници Легије странаца, конкретно Војислав Говедарица:
- Остави тај џип!.

- Прво ће да га бије, а после ће да га кара.